# Акармара (станция)
Акарма́ра — железнодорожная станция в посёлке Акармара города Ткуарчал в Абхазии.

## Описание
Станция является конечной на ответвлении в от линии Псоу — Ингур. Пассажирское движение осуществлялось до станции только в течение двух лет, после чего было запрещено из-за сложных условий линии (высокая вероятность схода лавин).
По состоянию на лето 2008 года горловина станции на протяжении 200 метров снесена оползнем до голой скалы. Железнодорожное полотно от Ткуарчала сохранилось лишь частично. Контактная сеть и средства сигнализации полностью отсутствуют.